# IC 3269
IC 3269 ist eine Spiralgalaxie vom Hubble-Typ S mit aktivem Galaxienkern im Sternbild Haar der Berenike am Nordsternhimmel. Sie ist schätzungsweise 1,3 Milliarden Lichtjahre von der Milchstraße entfernt und hat einen Durchmesser von etwa 190.000 Lichtjahren.

Im selben Himmelsareal befinden sich u. a. die Galaxien IC 3262, IC 3270, IC 3278, IC 3283.
Das Objekt wurde am 23. März 1903 von Max Wolf entdeckt.